# Christoph Daum
Christoph Daum (Zwickau, Sajonia; 24 de octubre de 1953-Colonia; 24 de agosto de 2024) fue un jugador y entrenador de fútbol alemán.

## Carrera como jugador
Christoph Daum inició su carrera en el fútbol en 1971 en la liga juvenil con el Hamborn 07, siendo traspasado en 1972 al Eintracht Duisburg y de ahí al 1. FC Colonia en 1975, donde jugó en la liga amateur. 

## Carrera como entrenador

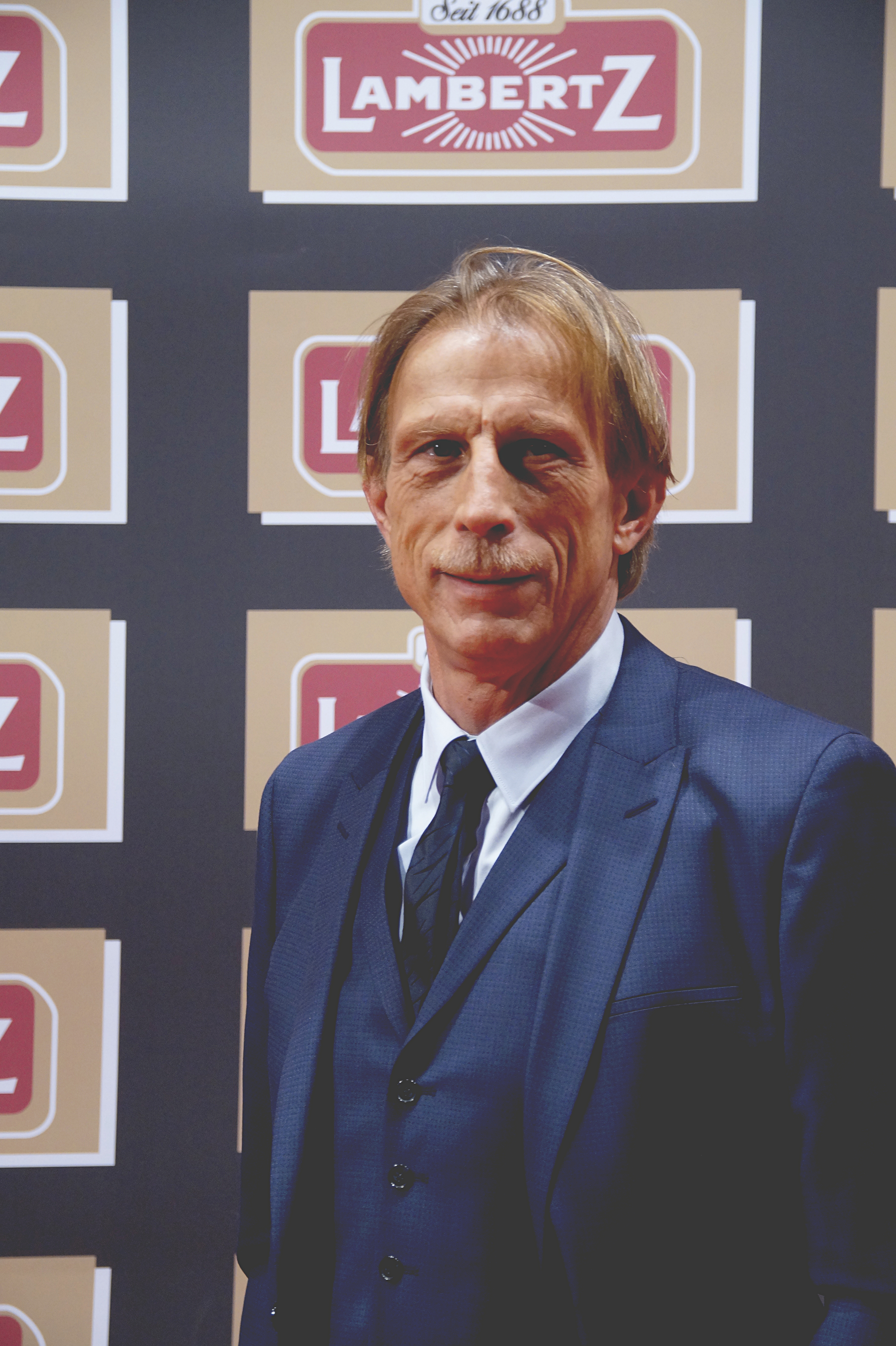
Christoph Daum en Lambertz Monday Night, en febrero del 2016.

Tras finalizar su carrera como jugador, obtuvo la licencia de entrenador de la DFB y empezó a trabajar en 1981 como entrenador amateur del 1. FC Colonia. En la temporada 85/86 ascendió a entrenador asistente y en 1986 alcanzó el puesto de entrenador del equipo. Durante el Mundial Italia'90, Daum fue sustituido de su puesto por el presidente del Colonia Dietmar Artzinger-Bolten. En noviembre de 1990 firmó con el VfB Stuttgart, donde ganó la Bundesliga en 1992. En la temporada siguiente Daum cometió un importante error en un partido de Copa de Europa contra el Leeds United el 30 de septiembre de 1992 por alineación indebida al incluir a un cuarto jugador extranjero. El partido se le dio por perdido y el club fue expulsado de la competición europea. Así que el VfB Stuttgart perdió la posibilidad de disputar la Copa de Europa y Daum fue cesado por el club. 
En 1994 Daum empezó a trabajar en el club turco del Beşiktaş J.K. en Istanbul. Ganó la Turkcell Süper Lig título con el Beşiktaş J.K. en la temporada 1994/95. Fue cesado tras perder contra el Kocaelispor por 5 a 3 en casa y por 2 a 0 en casa del Vanspor en la temporada 1995-96.
En 1996 comenzó a dirigir al Bayer Leverkusen. Durante su mandato, Daum llevó al equipo a conseguir su primera participación en la Champions League y a competir por la Bundesliga, quedando como subcampeón en tres ocasiones (1996-97,1998-99, 1999-00).
Volvió al Beşiktaş J.K. en la temporada 2001/2002 tras entrenar al Bayer Leverkusen la temporada anterior. Antes de volver a la Superliga de Turquía entrenaría en la temporada 2002/2003 al Austria de Viena.
Desde 2003 a 2006 entrena al Fenerbahce con el que conquistó dos ligas. Entre 2006 y 2009 es entrenador del 1. FC Colonia hasta que es sustituido en 2009 por el croata Zvonimir Soldo.
En junio de 2009 se le designa como sucesor de Luis Aragonés al frente del Fenerbahce, club que ya entreno entre 2003 y 2006, hasta que fue sustituido por el turco Aykut Kocaman.
En marzo de 2011 firma con el Eintracht Frankfurt sustituyendo a Michael Skibbe. En el pasado Daum dirigió a Colonia, Leverkusen, Stuttgart, Besiktas, Austria Viena o Fenerbahçe.
En 2011 ingresa como director técnico del equipo de Brujas de Bélgica. El entrenador estaría hasta mayo de 2012 donde sería sustituido por Georges Leekens.
En la temporada 2013-14 entrenó al Bursaspor de Turquía.
En 2016 fue el entrenador de la selección de Rumania. Sucedió a Anghel Iordănescu al frente de la Selección. Su compromiso alcanzó hasta 2017.